# Gruppoidschema
Inom algebraisk geometri, en del av matematiken, är ett gruppoidschema ett par av scheman {\displaystyle R,U} tillsammans med fem morfier {\displaystyle s,t:R\to U,e:U\to R,m:R\times _{U,s,t}R\to R,i:R\to R} så att {\displaystyle s\circ e,t\circ e} är identitetsmorfierna, {\displaystyle s\circ m=s\circ p_{1},t\circ m=t\circ p_{2}} och andra självklara krav som generaliserar axiomen av gruppverkan. Et gruppoidschema skrivs ofta som {\displaystyle R\rightrightarrows U}.